# Rhogepeolus bigibbosus
Rhogepeolus bigibbosus är en biart som beskrevs av Jesus Santiago Moure 1955. Rhogepeolus bigibbosus ingår i släktet Rhogepeolus och familjen långtungebin. Inga underarter finns listade i Catalogue of Life.